# Lajoux (Jura)
Pour les articles homonymes, voir Lajoux.
Lajoux (prononcé [laʒu]) est une commune suisse du canton du Jura, située dans le district des Franches-Montagnes.

## Géographie

### Situation

Photo aérienne (1953)

Lajoux se situe à 11 km à vol d’oiseau à l’est-nord-est de Saignelégier, dans le district des Franches-Montagnes. Géographiquement, Lajoux fait partie de la Courtine de Bellelay, à laquelle appartiennent également les villages de Bellelay, de Châtelat, de Monible et de Sornetan dans le canton de Berne et des Genevez dans celui du Jura.
Le territoire de Lajoux s'étend sur 12,38 km2. Lors du relevé de 2013-2018, les surfaces d'habitations et d'infrastructures représentaient 5,2 % de sa superficie, les surfaces agricoles 62,1 %, les surfaces boisées 32,4 % et les surfaces improductives 0,2 %.
Le point le plus bas de la commune se trouve sur le ruisseau Le Tabeillon, à 820 mètres d’altitude, et le point le plus haut au lieu-dit Les Combes, à 1 063 mètres d’altitude.
Les hameaux des Vacheries de Lajoux, de Le Paigre, de Sous-les-Cerneux et de Fornet-Dessus font également partie de la commune de Lajoux.

### Transports
- Ligne de bus des Chemins de fer du Jura Tramelan-Glovelier
- Ligne des Chemins de fer du Jura Glovelier-Saignelégier, gare de La Combe.

## Toponymie
Le nom de la commune, qui se prononce [laʒu], dérive du mot latin d'origine celtique ou préceltique juris, qui désigne une hauteur boisée ou une forêt de montagne. Il s'accompagnait jusqu'au XVIIIe siècle d'un second élément, Mertenat, correspondant à un nom de personne ou de famille exerçant le métier de forgeron.
La plus ancienne occurrence écrite du toponyme date de 1404, sous la forme de la Jous Mertinatt.
Son ancien exonyme allemand  est Die Jur .

## Histoire
La première mention du village date de 1404, sous le nom de La Jous Mertinatt ou la Joulz de Mertenait puis sous le nom de La Joux Mertenat. Le hameau de Fornet-Dessus remonte, quant à lui, à 1181.
De 1793 à 1815, Lajoux a appartenu à la France, dans le département du Mont-Terrible, puis dans celui du Haut-Rhin. À la suite d'une décision du Congrès de Vienne, en 1815, la commune a été attribuée au canton de Berne et incorporée au district de Moutier.
Lors des plébiscites de 1975, les citoyens et citoyennes de Lajoux ont choisi de rejoindre le canton du Jura. Depuis le 1er janvier 1979, Lajoux fait partie du district des Franches-Montagnes.

## Population et société

### Gentilé et surnoms
Les habitants de la commune se nomment les Djoulais.
Ils sont surnommés les Pous et les Poulats, soit les coqs et les jeunes coqs en patois taignon.

### Démographie

#### Évolution de la population
Lajoux compte 710 habitants au 31 décembre 2023 pour une densité de population de 57 hab/km2. Sur la période 2010-2023, sa population a augmenté de 4,3 % (canton : 6,4 % ; Suisse : 9,4 %).  

#### Pyramide des âges
En 2023, le taux de personnes de moins de 30 ans s'élève à 30,6 %, au-dessous de la valeur cantonale (32,1 %). Le taux de personnes de plus de 60 ans est quant à lui de 30,7 %, alors qu'il est de 29,4 % au niveau cantonal.
La même année, la commune compte 338 hommes pour 372 femmes, soit un taux de 47,6 % d'hommes, inférieur à celui du canton (49,5 %).
| Hommes | Classe d’âge | Femmes |
| ------ | ------------ | ------ |
| 0,6    | 90 ans ou +  | 1,3    |
| 6,8    | 75 à 89 ans  | 8,3    |
| 23,1   | 60 à 74 ans  | 21,2   |
| 18,0   | 45 à 59 ans  | 21,2   |
| 21,3   | 30 à 44 ans  | 16,9   |
| 16,0   | 15 à 29 ans  | 15,3   |
| 14,2   | - de 14 ans  | 15,6   |

| Hommes | Classe d’âge | Femmes |
| ------ | ------------ | ------ |
| 0,7    | 90 ans ou +  | 1,8    |
| 8,6    | 75 à 89 ans  | 10,7   |
| 18,2   | 60 à 74 ans  | 18,8   |
| 20,3   | 45 à 59 ans  | 20,5   |
| 18,4   | 30 à 44 ans  | 17,8   |
| 18,1   | 15 à 29 ans  | 16,0   |
| 15,6   | - de 14 ans  | 14,4   |

### Familles
La famille Mertenat est originaire de la commune.[réf. souhaitée]
Les familles originaires de la commune : Berberat, Bindit, Brahier, Cattin, Crevoisier, Frêne, Gogniat, Haegeli, Humair, Lachausse, Miserez, Overnay, Rebetez, Rueff, Saucy, Schwab, Tardit, Zumzinger,.

## Économie
Lajoux est un village agricole dont l’activité est axée sur l'industrie laitière et l'élevage. Les montres Longines y ont exploité un atelier d’horlogerie jusqu’en 1985. Des emplois industriels subsistent dans le domaine de la mécanique, notamment au sein de l’entreprise Metafil.
Les pendulaires travaillent à Saignelégier, dans la Vallée de Tavannes ou à Delémont.

## Culture et patrimoine

### Patrimoine bâti
- Église, avec vitraux du peintre Coghuf. Les 8 vitraux de l'église de Lajoux mesurent 1,10 m sur 2,60 m et sont relatifs au thème général de la « Méditation sur la Vierge ». Ils ont été posés en 1971.
- À droite : deux vitraux de Coghuf, église de Lajoux.

### Patrimoine naturel
- Les grottes de Lajoux dont le gouffre de Lajoux ou « creux à Koby » qui est le plus profond du canton du Jura[14].

### Personnalités
- Nicolas Crevoisier[15], inventeur de la girolle
- Sylvère Rebetez[16], peintre
- Yves Voirol[17], peintre